# Prunus marginata
Prunus marginata är en rosväxtart som beskrevs av Stephen Troyte Dunn. Prunus marginata ingår i släktet prunusar, och familjen rosväxter. Inga underarter finns listade i Catalogue of Life.